# 皮诺勒
皮诺勒（法語：Pinols，法語發音：[pinɔl]）是法国上卢瓦尔省的一个市镇，属于布里尤德区。

## 地理
皮诺勒（45°3'6"N, 3°24'49"E）面积34.92 平方千米，位于法国奥弗涅-罗讷-阿尔卑斯大区上盧瓦爾省，该省份为法国中南部省份，北起多姆山省和卢瓦尔省，西接康塔爾省，南至洛泽尔省，东临阿尔代什省。
与皮诺勒接壤的市镇（或旧市镇、城区）包括：克拉维耶尔、奥韦尔、沙斯泰勒、克龙斯、代日、费吕萨克、朗雅克、塔亚克。

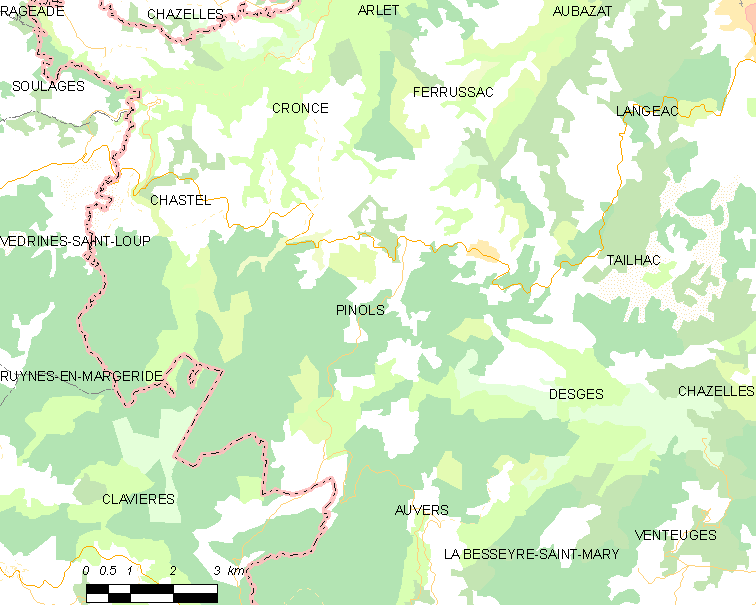
皮诺勒的OSM定位图

皮诺勒的时区为UTC+01:00、UTC+02:00（夏令时）。

## 行政
皮诺勒的邮政编码为43300，INSEE市镇编码为43151。

## 政治
皮诺勒所属的省级选区为阿列峡-热沃当县。

## 人口

1962-2008年间皮诺勒人口变化图示

皮诺勒于2022年1月1日时的人口数量为183人。